# Saint-Thomé
Saint-Thomé település Franciaországban, Ardèche megyében. Lakosainak száma 475 fő (2022. január 1.). Saint-Thomé Alba-la-Romaine, Larnas, Le Teil, Valvignères és Viviers községekkel határos.

## Népesség
A település népessége az elmúlt években az alábbi módon változott:
| Lakosok száma | 288  | 257  | 285  | 381  | 429  | 444  | 445  | 461  | 465  | 475  |
|               | 1968 | 1982 | 1990 | 2006 | 2013 | 2015 | 2017 | 2019 | 2020 | 2022 |